# Wollbaumgewächse
Die Wollbaumgewächse (Bombacoideae) sind eine Unterfamilie in der Familie der Malvengewächse (Malvaceae). Zur Unterfamilie zählen nur noch 16 bis 21 (früher etwa 30) Gattungen mit etwa 120 Arten. Beispielsweise der Affenbrotbaum oder Baobab (Adansonia digitata), der zu den charakteristischsten Bäumen der afrikanischen Landschaft zählt, gehört zu dieser Familie.

## Beschreibung

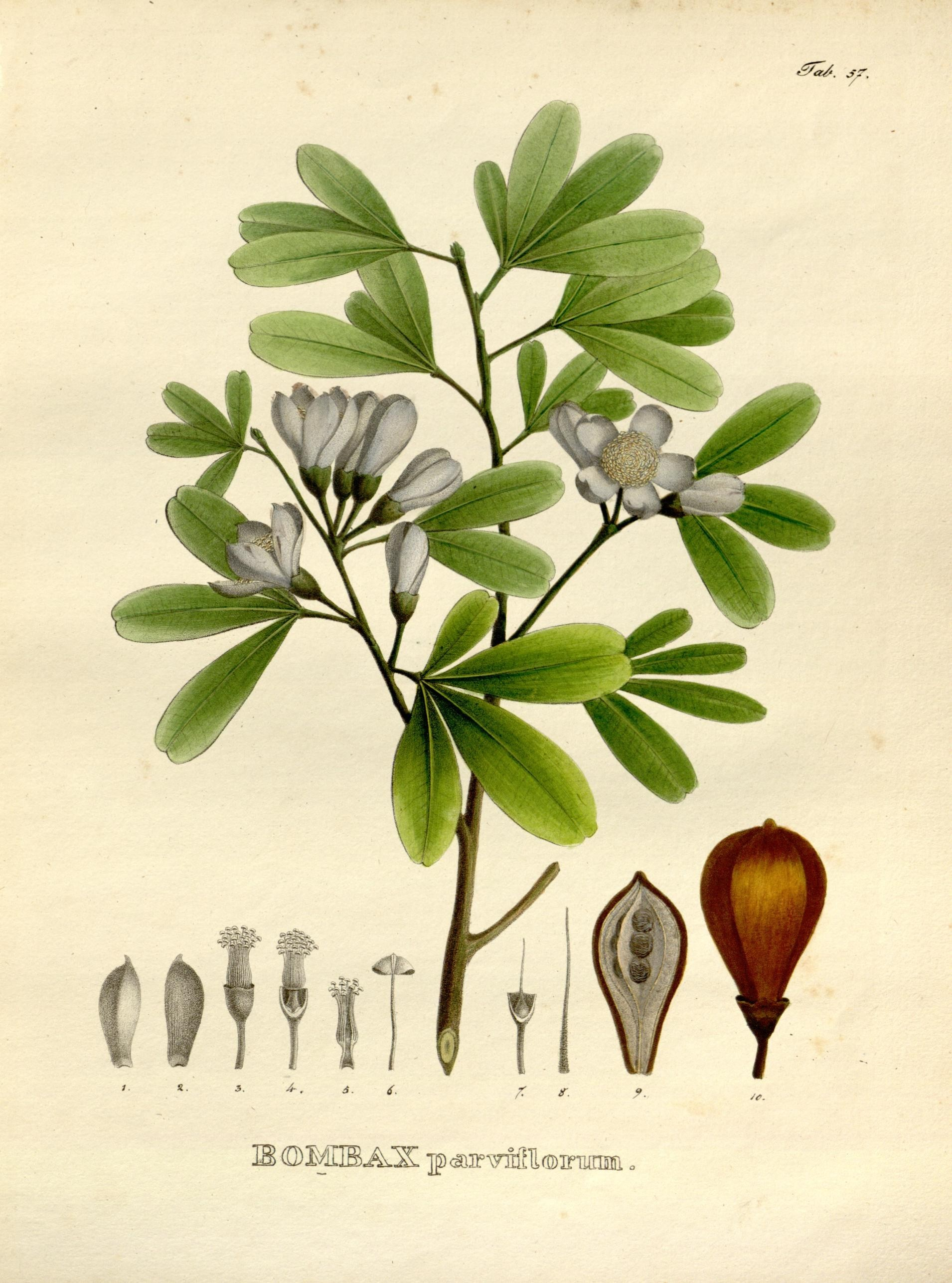
Tribus Adansonieae: Illustration von Eriotheca parvifolia

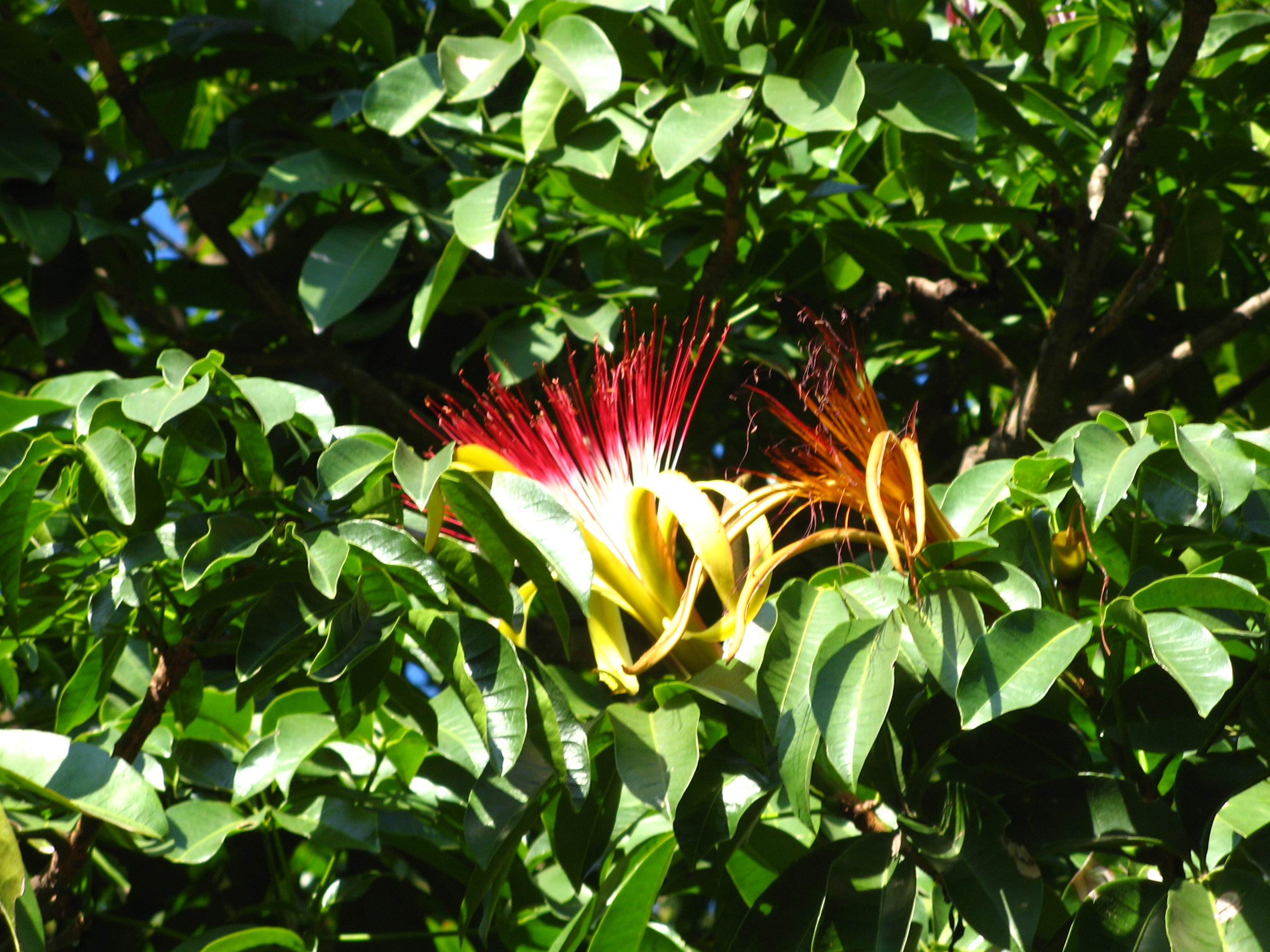
Tribus Adansonieae: Blüten und Laubblätter von Pachira aquatica

### Vegetative Merkmale
Es sind meistens laubabwerfende Bäume, die Wuchshöhen von bis zu 70 Metern erreichen können, seltener Sträucher oder epiphytische Schlingpflanzen. Die Stämme sind manchmal geschwollen und/oder bestachelt. Es können Brettwurzeln vorkommen
Die wechselständigen Laubblätter sind meist einfach, seltener gelappt oder fingerförmig gefiedert bzw. handförmig zusammengesetzt. Der Blattstiele besitzt einen Pulvinus. Die Blattränder sind ganz bis gesägt oder gezähnt. Die kleinen Nebenblätter sind abfallend.

### Generative Merkmale
Die Blüten erscheinen meist achselständig einzeln oder in kleinen Gruppen, seltener werden Zymen oder Rispen gebildet. Selten erscheinen die Blüten end- oder blattgegenständig. Die zwittrigen Blüten sind radiärsymmetrisch oder selten zygomorph und fünfzählig mit doppelter Blütenhülle. Es ist ein abfallender Außenkelch aus drei Tragblättern vorhanden. Die Kelchblätter sind mehr oder weniger stark verwachsen und bleibend oder abfallend. Die oft mehr oder weniger behaarten und oft spiralig angeordneten Kronblätter sind meist im unteren Teil mit der Staubblattröhre verwachsen, selten fehlen sie ganz. Die Blüten enthalten wenige bis sehr viele (1000) Staubblätter, die meist im unteren Teil in einer Röhre verwachsen sind, mit oberseits meist freien Abschnitten. Die Antheren sind meist einthekig und gerade bis gebogen oder verdreht, manchmal sind zwei oder mehrere Theken verwachsen. Staminodien fehlen, an der Staubblattröhre können sterile, kragenartige Anhängsel vorkommen. Der halbober- bis oberständige, synkarpe Fruchtknoten ist mehrkammerig (zwei bis acht). Es sind zwei bis viele anatrope Samenanlagen pro Kammer vorhanden. Die Plazentation ist zentralwinkelständig. Der Griffel ist meist ungeteilt. Die Narbe ist kopfig und ganz bis geteilt. Es sind meist Nektarien vorhanden.
Es werden meist vielsamige und meist lokulizidale Kapselfrüchte gebildet, seltener sind die Früchte nicht öffnend und steinfruchtartig oder manchmal geflügelt. Das Endokarp ist oft behaart oder schwammig. Die meist kahlen Samen sind meistens ungeflügelt. Manchmal ist ein Arillus ausgebildet. Das Endosperm fehlt meistens oder ist stark reduziert. Die Kotyledonen sind oft gefaltet. Die Samen liegen oft eingebettet in dichten, seidigen Haarbüscheln.

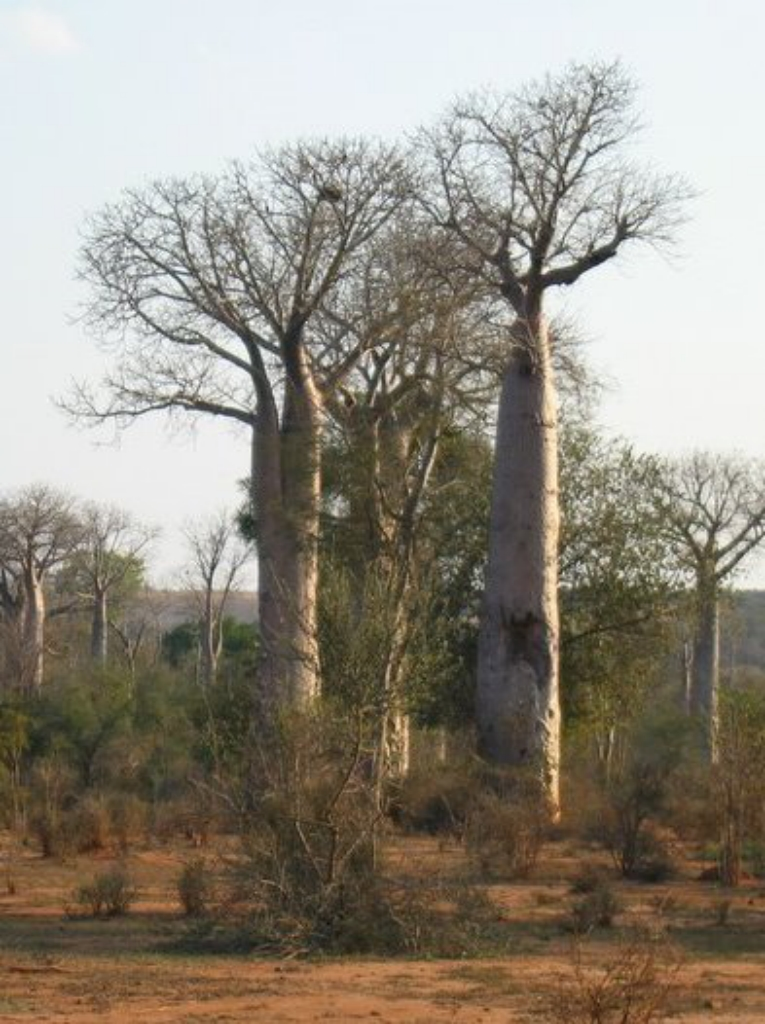
Tribus Adansonieae: Habitus von Adansonia za

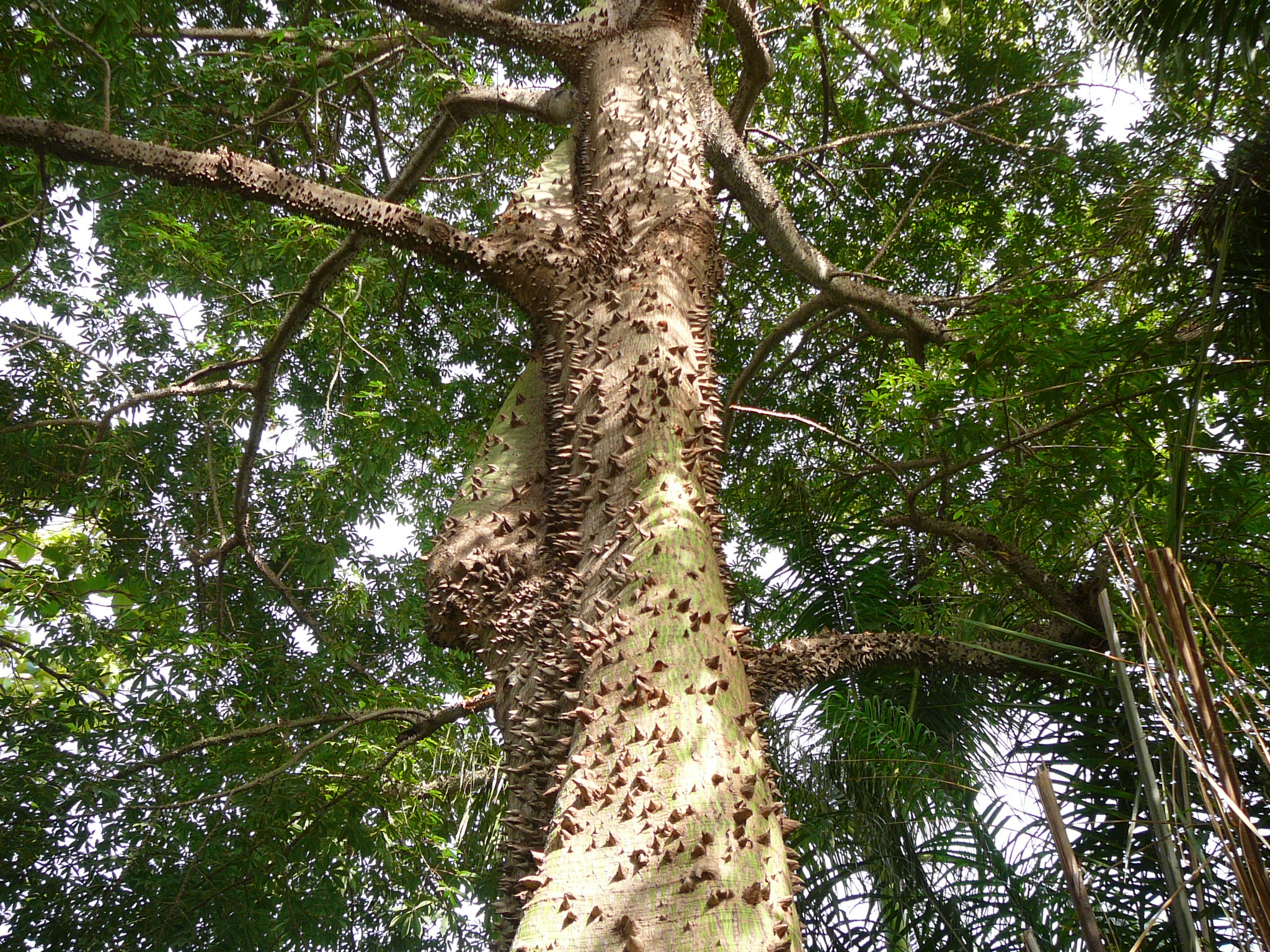
Tribus Adansonieae: Habitus des Kapokbaum (Ceiba pentandra)

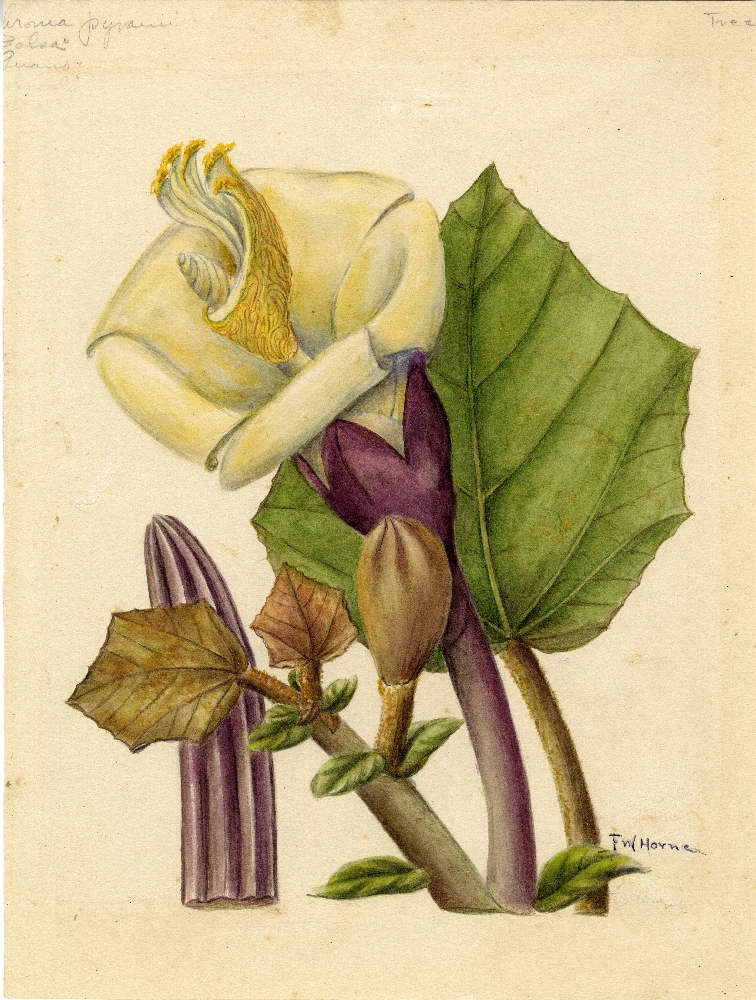
Tribus Ochromeae: Illustration des Balsabaums (Ochroma pyramidale)

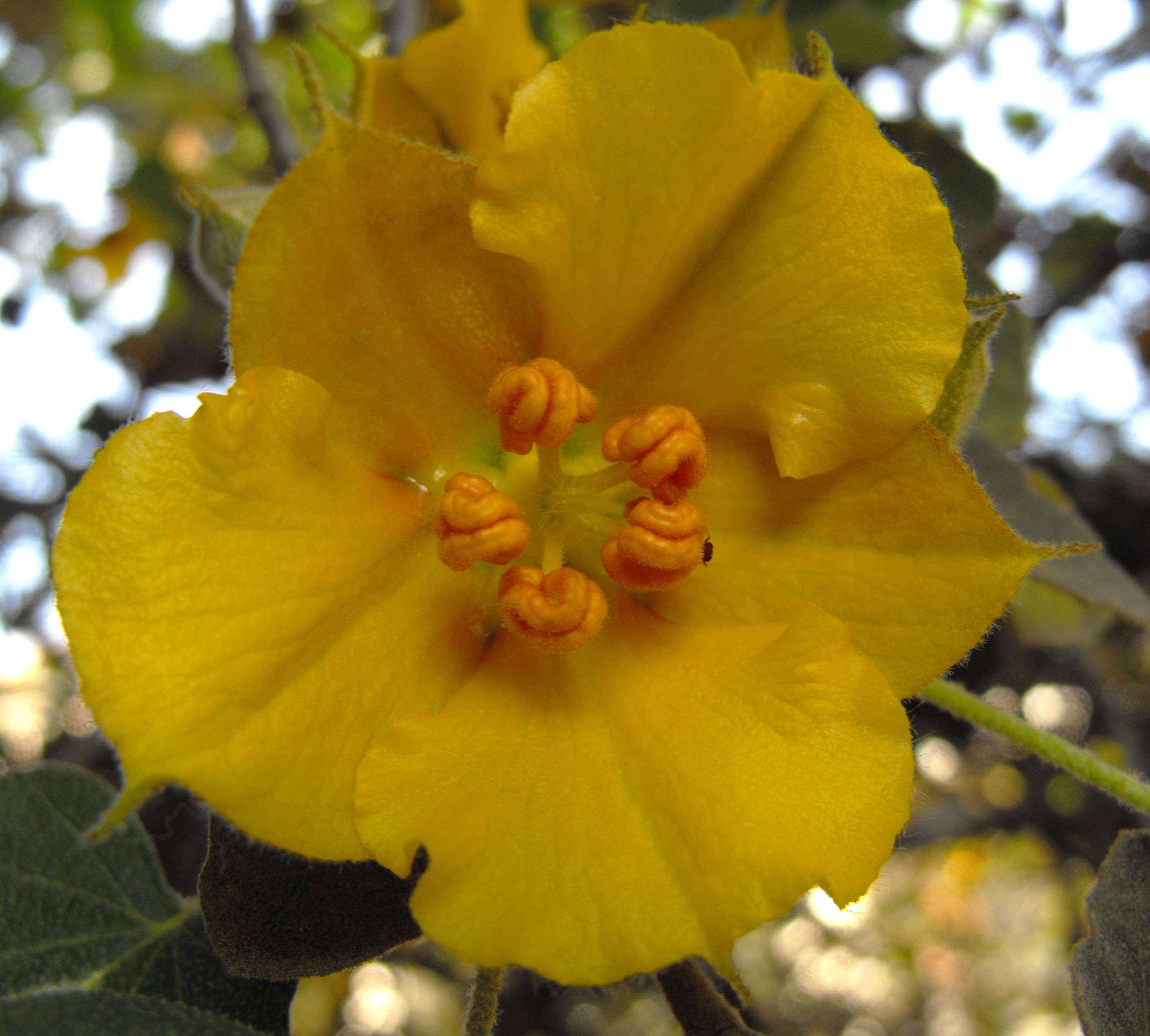
Tribus Fremontodendreae: Blüte der Fremontodendron-Sorte ‘Ken Taylor’

## Systematik
Einzelne früher hierher gestellte Gattungen und Arten, beispielsweise die Arten der Tribus Durioneae, beispielsweise der Durian (Durio zibethinus), werden in die Unterfamilie Helicteroideae gestellt und die Arten des Tribus Matisieae werden zu den Malvoideae gestellt.
Die Unterfamilie Bombacoideae enthält etwa 21 Gattungen:
- Tribus Adansonieae: Sie enthält etwa 15 Gattungen:
  - Affenbrotbäume (Adansonia L.): Sie enthält etwa neun Arten, in Afrika, Madagaskar und Australien vorkommen.
  - Aguiaria Ducke: Sie enthält nur eine Art:
    - Aguiaria excelsa Ducke: Sie kommt in Brasilien vor.

  - Bernoullia Oliv.: Sie enthält nur drei Arten:
    - Bernoullia flammea Oliv.: Sie kommt in der Neotropis vor.

  - Bombacopsis Pittier: Sie enthält etwa 20 Arten. Gehört wohl in die Gattung Pachira eingeordnet.
  - Bombax L. (Syn.: Salmalia Schott & Endl.): Die Angaben verschiedener Quellen gehen von 8 bis 60 Arten aus.
    - Asiatischer Kapokbaum (Bombax ceiba L.): Aus Südasien bis Südostasien, bis nach China, Neuguinea und Australien.

  - Catostemma Benth.: Die etwa zehn Arten sind im nördlichen Südamerika verbreitet.
  - Cavanillesia Ruiz & Pav.: Die etwa fünf Arten sind in der Neotropis verbreitet.
    - Cavanillesia platanifolia (Bonpl.) Kunth: Aus Nicaragua, Costa Rica, Panama, Kolumbien, Ecuador bis Peru.

  - Ceiba Mill. (Syn.: Campylanthera Schott & Endl., Chorisia H.B.K., Eriodendron DC., Erione Schott & Endl., Spirotheca Ulbr.): Die etwa zehn bis 17 Arten sind in der Neotropis verbreitet; eine Art kommt auch in Westafrika vor.
  - Eriotheca Schott & Endl.: Die etwa zwölf Arten sind in der Neotropis verbreitet.
  - Gyranthera Pittier: Die nur drei Arten kommen in Panama, Venezuela sowie in Ecuador vor.
    - Gyranthera caribensis Pittier: Aus Venezuela

  - Huberodendron Ducke: Die etwa vier Arten sind in der Neotropis verbreitet.
    - Huberodendron swietenioides (Gleason) Ducke: Aus Bolivien, Peru und dem mittleren bis nördlichen Brasilien, Kolumbien, Französisch-Guayana.

  - Neobuchia Urb.: Sie enthält nur eine Art:
    - Neobuchia paulinae Urb.: Dieser Endemit kommt nur in Haiti vor.

  - Pachira Aubl.: Die 24 bis 46 Arten sind in der Neotropis und in Afrika verbreitet.
  - Pseudobombax Dugand: Die 15 bis 20 Arten sind in der Neotropis verbreitet.
  - Scleronema Benth.: Die nur fünf Arten kommen im tropischen Südamerika vor.
    - Scleronema micranthum (Ducke) Ducke: Aus dem nördlichen Brasilien, Kolumbien, Peru und Venezuela

  - Spirotheca Ulbr.: Die 5 bis 9 Arten sind in der Neotropis verbreitet.

- Tribus Ochromeae: Sie enthält nur zwei Gattungen und fünf Arten:
  - Ochroma Sw.: Sie enthält nur eine Art:
    - Balsabaum (Ochroma pyramidale (Cav.) Urban, Syn.: Ochroma lagopus Sw.): Er kommt in der Neotropis vor.

  - Patinoa Cuatrec.: Die etwa vier Arten kommen im tropischen Südamerika vor.
    - Patinoa almirajo Cuatrec.: Aus Kolumbien bis nach Peru, Brasilien und Panama.
- "Septotheceae":
  - Septotheca Ulbr.: Sie enthält nur eine Art (früher mit fünf bis elf Arten):
    - Septotheca tessmannii Ulbr.: Sie kommt im nördlichen Brasilien, in Peru und Kolumbien vor.

- Tribus Fremontodendreae:
  - ×Chiranthofremontia (= Chiranthodendron × Fremontodendron): Sie enthält nur eine Sippe:
    - ×Chiranthofremontia lenzii Henrickson

  - Chiranthodendron Larreat.: Sie enthält nur eine Art:
    - Chiranthodendron pentadactylon Larreat.: Sie kommt in Mexiko und Guatemala vor.

  - Fremontodendron Coville: Sie enthält nur wenige Arten, die von manchen Autoren auch als Unterarten einer einzigen Art, Fremontodendron californicum angesehen werden.[2] Bei anderen Autoren sind es die Arten:
    - Fremontodendron californicum (Torr.) Coville: Sie kommt in Kalifornien, Arizona und in Niederkalifornien vor.[3]
    - Fremontodendron decumbens R.M.Lloyd (Syn.: Fremontodendron californicum (Torr.) Coville subsp. decumbens (R.M.Lloyd) Munz): Sie kommt in Kalifornien vor.[3]
    - Fremontodendron mexicanum Davidson: Sie kommt von Kalifornien bis in den mexikanischen Bundesstaat Baja Norte vor.[3]

Gattungen mit unklarer Zuordnung:
- Matisia Humb & Bonpl.: Etwa 60 Arten (Tribus Matisieae), mittleres bis nördliches Südamerika, Zentralamerika.
  - Matisia cordata Humb. & Bonpl. (Syn.: Quararibea cordata (Humb. & Bonpl.) Vischer): Aus Bolivien, Peru, dem nördlichen Brasilien, Kolumbien, Ecuador bis nach Zentralamerika.
- Phragmotheca Cuatrec.: Etwa 11 Arten (Tribus Matisieae), Kolumbien, Panama, Ecuador und Peru.
- Quararibea Aubl.: Etwa 55 Arten (Tribus Matisieae), mittleres bis nördliches Südamerika, Zentral- und Mittelamerika.
- Rhodognaphalon (Ulbr.) Roberty, auch zu Bombax gestellt: Etwa vier Arten, West-, Zentral- bis Ostafrika.
  - Rhodognaphalon brevicuspe (Sprague) Roberty: Aus West- und Zentralafrika.
- Lagunaria (A.DC.) Rchb.: Mit nur einer Art (Malvoideae) aus Ostaustralien.
  - Norfolkeibisch (Lagunaria patersonia (Andrews) G.Don).
- Camptostemon Mast.: Etwa drei Arten, Neuguinea, westliches und nördliches Australien, Philippinen.
- Pentaplaris L.O.Williams & Standl.: Mit drei Arten, Bolivein, Ecuador, Kolumbien, Peru und Costas Rica.
- Uladendron Marc.-Berti. auch als Marcanodendron (Marc.-Berti) Doweld geführt: Nur eine Art aus Venezuela.

## Nutzung
Einige der Gattungen sind auch kommerziell von großem Interesse, da sie Holz liefern wie beispielsweise der Balsabaum (Ochroma pyramidale).
Andere Baumarten werden zur Gewinnung des Faserstoffes Kapok, einer schlecht verspinnbaren Pflanzenfaser, genutzt. Hierzu gehören unter anderem der Kapokbaum (Ceiba pentandra) und der Asiatische Kapokbaum (Bombax ceiba) und einige andere Arten.

## Weiterführende Literatur
- G. Carvalho-Sobrinho, William S. Alverson, Suzana Alcantara, Luciano P.Queiroz, Aline C. Mota, David A. Baum: Revisiting the phylogeny of Bombacoideae (Malvaceae): Novel relationships, morphologically cohesive clades, and a new tribal classification based on multilocus phylogenetic analyses. In: Molecular Phylogenetics and Evolution. Band 101, 2016, S. 56–74 (doi:10.1016/j.ympev.2016.05.006).